# Unitatis Redintegratio
Unitatis Redintegratio (с лат. — «Восстановление единства») — декрет Второго Ватиканского собора Католической церкви, посвящённый экуменизму. Утверждён папой Павлом VI 21 ноября 1964 года, после того как он был одобрен на соборе. За финальный вариант документа высказалось 2 137 участников собора, против — 11. Своё название получил по принятой в католицизме практике по своим двум первым словам.
Декрет Unitatis Redintegratio — один из девяти декретов Второго Ватиканского собора.

## Структура
Декрет состоит из 24 статей, объединённых в 3 главы, и предваряемых вступлением:
1. Вступление (статья 1)
2. О католических началах экуменизма (статьи 2-4)
3. Об осуществлении экуменизма (статьи 5-12)
4. О Церквах и церковных общинах, отделённых от Римского Апостольского Престола  (статьи 13-24)
  1. Об особом уважении к Восточным Церквам (статьи 14-18)
  2. Об отделённых Церквах и церковных общинах на Западе (статьи 19-24)

## Содержание
Декрет посвящён экуменизму, как его понимает Католическая церковь. Преамбула декрета констатирует, что стремление к христианскому единству — насущная задача для христиан, и что «разделение прямо противоречит воле Христа, служит соблазном для мира и наносит ущерб святейшему делу — проповеди Евангелия всему творению».
Первая глава излагает католические принципы экуменизма. Подчёркивается, что единая Церковь Христова пребывает в Католической церкви — «Ибо лишь через Католическую Церковь Христову, представляющую собою всеобщее орудие спасения, можно получить всю полноту спасительных средств», но в то же время декрет заявляет о невозможности обвинять христиан из общин, разделённых с Католической церковью, в грехе разделения:
немалое число общин отделилось от полного общения с Католической Церковью, иногда не без вины людей: и с той, и с другой стороны. Однако тех, кто рождается ныне в таких Общинах и исполняется веры во Христа, нельзя обвинять в грехе разделения, и Католическая Церковь приемлет их с братским уважением и любовью. Ибо те, кто верует во Христа и должным образом принял крещение, находятся в известном общении с Католической Церковью, пусть даже неполном... Тем не менее, оправдавшись верой в крещении, они сочетаются Христу и, следовательно, по праву носят имя христиан, а чада Католической Церкви с полным основанием признают их братьями в Господе.
Вторая глава описывает как должен строиться экуменистический диалог с некатолическими христианскими церквами. Третья глава рассматривает в отдельности две группы некатолических церквей: Восточные (автокефальные Православные церкви и Древневосточные православные церкви) и Западные (имеются в виду в первую очередь различные протестантские церкви и общины).